# The Last Shot (film 1913)
The Last Shot è un cortometraggio muto del 1913 diretto da Jess Robbins (non confermato).

## Trama
Dopo che suo padre Lee è stato condannato a dieci anni di carcere, Tom Clay giura di vendicarlo, deciso a uccidere il cognato per aver testimoniato contro il padre. Helen, la moglie di Tom, cerca di avvisare il fratello ma viene uccisa dal marito, ormai fuori di sé. I due cognati mettono fine alla loro faida davanti al corpo senza vita di Helen

## Produzione
Il film fu prodotto dalla Essanay Film Manufacturing Company. Venne girato a Niles. Gilbert M. 'Broncho Billy' Anderson, fondatore della casa di produzione Essanay (che aveva la sua sede a Chicago), aveva individuato nella cittadina californiana di Niles il luogo ideale per trasferirvi una sede distaccata della casa madre. Niles diventò così, il set dei numerosi western prodotti da Anderson.

## Distribuzione
Distribuito dalla General Film Company, il film - un cortometraggio a una bobina - uscì nelle sale cinematografiche USA il 5 giugno 1913.